# جائزة الكرة الذهبية 1975
جائزة الكرة الذهبية 1975، جائزة سنوية تُعطى لأفضل لاعب كرة القدم في العالم من طرف مجلة فرانس فوتبول الفرنسية، كما تقرره لجنة دولية من الصحفيين الرياضيين، وفاز بالجائزة في 1975 اللاعب السوفيتي أوليغ بلوخين لاعب دينامو كييف.

## الترتيب
| الترتيب | اللاعب         | النادي      | الجنسية          | النقاط |
| ------- | -------------- | ----------- | ---------------- | ------ |
| 1       | أوليغ بلوخين   | دينامو كييف | الاتحاد السوفيتي | 122    |
| 2       | فرانز بيكنباور | بايرن ميونخ | ألمانيا الغربية  | 42     |
| 3       | يوهان كرويف    | برشلونة     | هولندا           | 27     |